# Klimaatgesprek
Een klimaatgesprek is een vorm van communicatie die impliciet of expliciet gericht is op het bespreken van de oorzaken, gevolgen en/of oplossingen met betrekking tot de klimaatcrisis.
Klimaatgesprekken zijn gespreksvormen die gericht zijn op het bespreekbaar maken van klimaatverandering, het verkennen van persoonlijke en collectieve impact en het stimuleren van gedragsverandering. Deze gesprekken worden vaak georganiseerd in groepsverband en zijn gebaseerd op wetenschappelijke inzichten uit de klimaatpsychologie. Het doel is om deelnemers bewust te maken van hun eigen klimaatimpact en hen te ondersteunen bij het maken van duurzame keuzes.

## Geschiedenis
De methodiek van klimaatgesprekken vindt zijn oorsprong in het Britse initiatief Carbon Conversations, ontwikkeld door de Britse organisatie Carbon Conversations International. Dit initiatief werd geïntroduceerd in Nederland door Stichting KlimaatGesprekken, opgericht in 2016. Sindsdien heeft de stichting meer dan 500 klimaatcoaches opgeleid en is ze vier jaar op rij opgenomen in de Trouw Duurzame 100. In 2022 ontving Stichting KlimaatGesprekken de Duurzame Dinsdagprijs. De methodiek is sinds 2023 integraal onderdeel van de Master Klimaatpsychologie en -gedrag aan de Hogeschool van Amsterdam.

## Werkwijze en doelstellingen
Klimaatgesprekken worden georganiseerd in kleine groepen, waarin deelnemers samen reflecteren op hun eigen klimaatimpact en mogelijkheden voor verandering verkennen. De gesprekken richten zich niet alleen op het verhogen van bewustzijn, maar ook op het daadwerkelijk bevorderen van gedragsverandering. De methodiek maakt gebruik van inzichten uit de klimaatpsychologie om duurzame keuzes te stimuleren en de positieve invloed van de deelnemers (de zogenaamde 'handafdruk') te vergroten.

## KlimaatContact
In Vlaanderen is KlimaatContact actief, een organisatie die klimaatcoaches opleidt en ondersteunt bij het organiseren van klimaatgesprekken. KlimaatContact is gebaseerd op Carbon Conversations International en maakt gebruik van materialen van Stichting KlimaatGesprekken Nederland. De organisatie biedt trainingen en workshops aan in heel Vlaanderen, met als doel het klimaatgesprek met anderen aan te gaan en klimaatvriendelijke keuzes de nieuwe normaal te maken.

## Relevantie en impact
Klimaatgesprekken hebben als doel het bewustzijn over klimaatverandering te vergroten, gedragsverandering te stimuleren en duurzame keuzes te normaliseren. Ze spelen een belangrijke rol in de sociale acceptatie van klimaatbeleid en het doorbreken van klimaatstilte.
In persoonlijke kring kunnen klimaatgesprekken leiden tot gedragsverandering bij vrienden, familie of collega's. Op maatschappelijk niveau dragen ze bij aan een cultuur waarin duurzaamheid bespreekbaar en wenselijk is.
Volgens gedragswetenschappelijk onderzoek kunnen klimaatgesprekken een sleutelrol spelen in het activeren van mensen tot duurzamer gedrag. Ze zijn vaak effectiever wanneer ze plaatsvinden in vertrouwde sociale netwerken en wanneer ze gepaard gaan met empathie, luisteren en het delen van persoonlijke ervaringen.